# Marionfyfea
Marionfyfea ist eine Gattung der Landplanarien, die auf antarktischen Inseln vor Neuseeland verbreitet ist. Eine Art wurde jedoch in Europa zuerst entdeckt und vermutlich als Neozoon dorthin eingeschleppt.

## Merkmale
Individuen der Gattung Marionfyfea haben einen kleinen, länglichen Körper, bei dem die Mundöffnung direkt hinter der Körpermitte liegt und die Genitalpore näher zum Mund als zum Hinterende liegt. Zur mesenchymale Muskulatur gehört sowohl ein starkes Muskelbündel rückenseitiger Längsmuskeln als auch schwache Längsmuskulatur die eine Ringzone um das Intestinum bildet. Bauchseitig bilden Längs- und Quermuskeln gemeinsam eine subneurale Platte. Zum Kopulationsapparat gehört ein invertierter Penis und ein Adenodaktyl, eine penisartige Struktur.

## Etymologie
Gemäß Leigh Winsor ehrt der Gattungsname Marionfyfea Marion Fyfe, die von 1894 bis 1986 lebte und als Pionierin der taxonomischen und anatomischen Arbeit über Landplanarien in Neuseeland gilt. Die Gattung wurde zunächst unter dem Namen Fyfea beschrieben, wurde jedoch 2011 von Winsor auf Marionfyfea geändert, da bereits eine ausgestorbene Schneckengattung als Fyfea beschrieben war.

## Arten
Zur Gattung Marionfyfea gehören folgende Arten:
- Marionfyfea  carnleyi (Fyfe, 1953) (Typusart)[3]
- Marionfyfea  adventor Jones & Sluys, 2016[2]